# Graham Adams
Graham Adams (Great Torrington, 1º marzo 1933 – 100 Mile House, 14 febbraio 2020) è stato un allenatore di calcio e calciatore inglese, di ruolo attaccante.

## Carriera

### Calciatore
In patria, dopo aver svolto la ferma nella Royal Air Force, gioca con il Plymouth un unico incontro nel 1957, e poi dal 1959 al 1961 nel Headington Utd, che a partire dal 1960 cambia nome in Oxford Utd. In Canada, mentre era alla guida del Montréal Olympique giocò anche quattro incontri.

### Allenatore
Dopo aver allenato il Wycombe tra il 1961 ed il 1962, nel 1967 fu alla guida della nazionale di calcio di Bermuda ai V giochi panamericani di Winnipeg, Canada, in cui guidò gli isolani alla finale del torneo, persa contro il Messico.
Dopo un'esperienza come assistente nella nazionale di calcio della Corea del Sud, primo straniero a ricoprire questo incarico per le "Tigri d'Asia", dal 1972 al 1973 è alla guida dei canadesi del Montréal Olympique, con cui in due stagioni della North American Soccer League non supera la fase a gironi del torneo.
Nel 1974 allena i Québec Selects, selezione nata per rappresentare l'omonima provincia canadese nella NSL.